# Dolaincourt
Ne doit pas être confondu avec Dolancourt.
Dolaincourt est une commune française située dans le département des Vosges, en Lorraine, en région Grand Est.
Ses habitants sont appelés les Dolanicurtiens.

## Géographie

### Localisation
Dolaincourt se trouve à 12 km à l'est de Neufchâteau, dans une petite vallée où court le ruisseau de la Sermone en direction du nord pour rejoindre le Vair. Le fond du vallon, creusé dans les marnes du Lias, est recouvert de prairies.

### Géologie et relief
La commune se compose de 183,91 hectares de territoires agricoles (70,19 %) et 78,40 hectares de forêts et milieux semi-naturels (29,92 %).
Espaces naturels :
- Trois zones naturelles d'intérêt écologique, faunistique et floristique (Znieff) :

Pays de Neufchâteau,
Vergers autour de Dolaincourt et Courcelles-sous-Châtenois,
Forêt de Neufeys et gîte à chiroptères à Vouxey.

### Communes limitrophes
| Vouxey    | Vouxey                    | Vouxey     |
|           | Dolaincourt               |            |
| Châtenois | Courcelles-sous-Châtenois | Balléville |

### Hydrographie et les eaux souterraines
Hydrogéologie et climatologie : Système d’information pour la gestion des eaux souterraines du bassin Rhin-Meuse :
Territoire communal : Occupation du sol (Corinne Land Cover); Cours d'eau (BD Carthage),
Géologie : Carte géologique; Coupes géologiques et techniques,
 Hydrogéologie : Masses d'eau souterraine; BD Lisa; Cartes piézométriques.
La commune est située dans le bassin versant de la Meuse au sein du bassin Rhin-Meuse. Elle est drainée par le ruisseau la Sermone,.

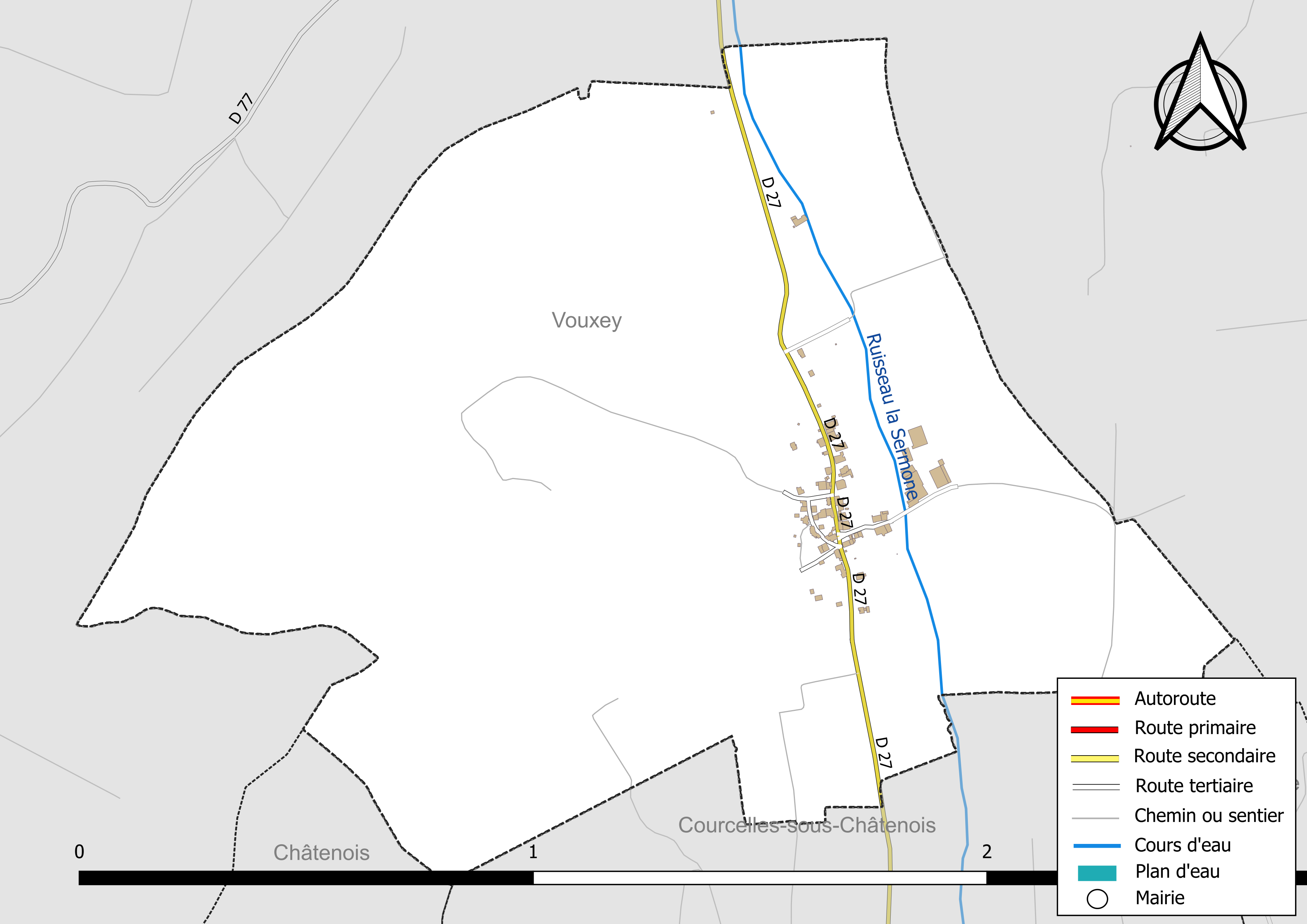
Réseaux hydrographique et routier de Dolaincourt.

La qualité des eaux de baignade et des cours d’eau peut être consultée sur un site dédié géré par les agences de l’eau et l’Agence française pour la biodiversité.

### Climat
Pour des articles plus généraux, voir Climat du Grand Est et Climat des Vosges.
En 2010, le climat de la commune est de type climat de montagne, selon une étude du Centre national de la recherche scientifique s'appuyant sur une série de données couvrant la période 1971-2000. En 2020, Météo-France publie une typologie des climats de la France métropolitaine dans laquelle la commune est exposée à un climat océanique altéré et est dans la région climatique  Lorraine, plateau de Langres, Morvan, caractérisée par un hiver rude (1,5 °C), des vents modérés et des brouillards fréquents en automne et hiver. 
Pour la période 1971-2000, la température annuelle moyenne est de 9,3 °C, avec une amplitude thermique annuelle de 16,7 °C. Le cumul annuel moyen de précipitations est de 1 024 mm, avec 13 jours de précipitations en janvier et 9,7 jours en juillet. Pour la période 1991-2020, la température moyenne annuelle observée sur la station météorologique de Météo-France la plus proche, « Rollainville », sur la commune de Rollainville à 6 km à vol d'oiseau, est de 10,3 °C et le cumul annuel moyen de précipitations est de 860,3 mm. 
La température maximale relevée sur cette station est de 39,6 °C, atteinte le 25 juillet 2019 ; la température minimale est de −18,2 °C, atteinte le 20 décembre 2009,,. 
Les paramètres climatiques de la commune ont été estimés pour le milieu du siècle (2041-2070) selon différents scénarios d'émission de gaz à effet de serre à partir des nouvelles projections climatiques de référence DRIAS-2020. Ils sont consultables sur un site dédié publié par Météo-France en novembre 2022.

## Urbanisme

### Typologie
Au 1er janvier 2024, Dolaincourt est catégorisée commune rurale à habitat dispersé, selon la nouvelle grille communale de densité à sept niveaux définie par l'Insee en 2022.
Elle est située hors unité urbaine. Par ailleurs la commune fait partie de l'aire d'attraction de Neufchâteau, dont elle est une commune de la couronne,. Cette aire, qui regroupe 72 communes, est catégorisée dans les aires de moins de 50 000 habitants,.

### Occupation des sols
L'occupation des sols de la commune, telle qu'elle ressort de la base de données européenne d’occupation biophysique des sols Corine Land Cover (CLC), est marquée par l'importance des territoires agricoles (70,7 % en 2018), une proportion identique à celle de 1990 (70,7 %). La répartition détaillée en 2018 est la suivante : 
terres arables (33,3 %), forêts (29,3 %), zones agricoles hétérogènes (19,6 %), prairies (17,8 %). L'évolution de l’occupation des sols de la commune et de ses infrastructures peut être observée sur les différentes représentations cartographiques du territoire : la carte de Cassini (XVIIIe siècle), la carte d'état-major (1820-1866) et les cartes ou photos aériennes de l'IGN pour la période actuelle (1950 à aujourd'hui).

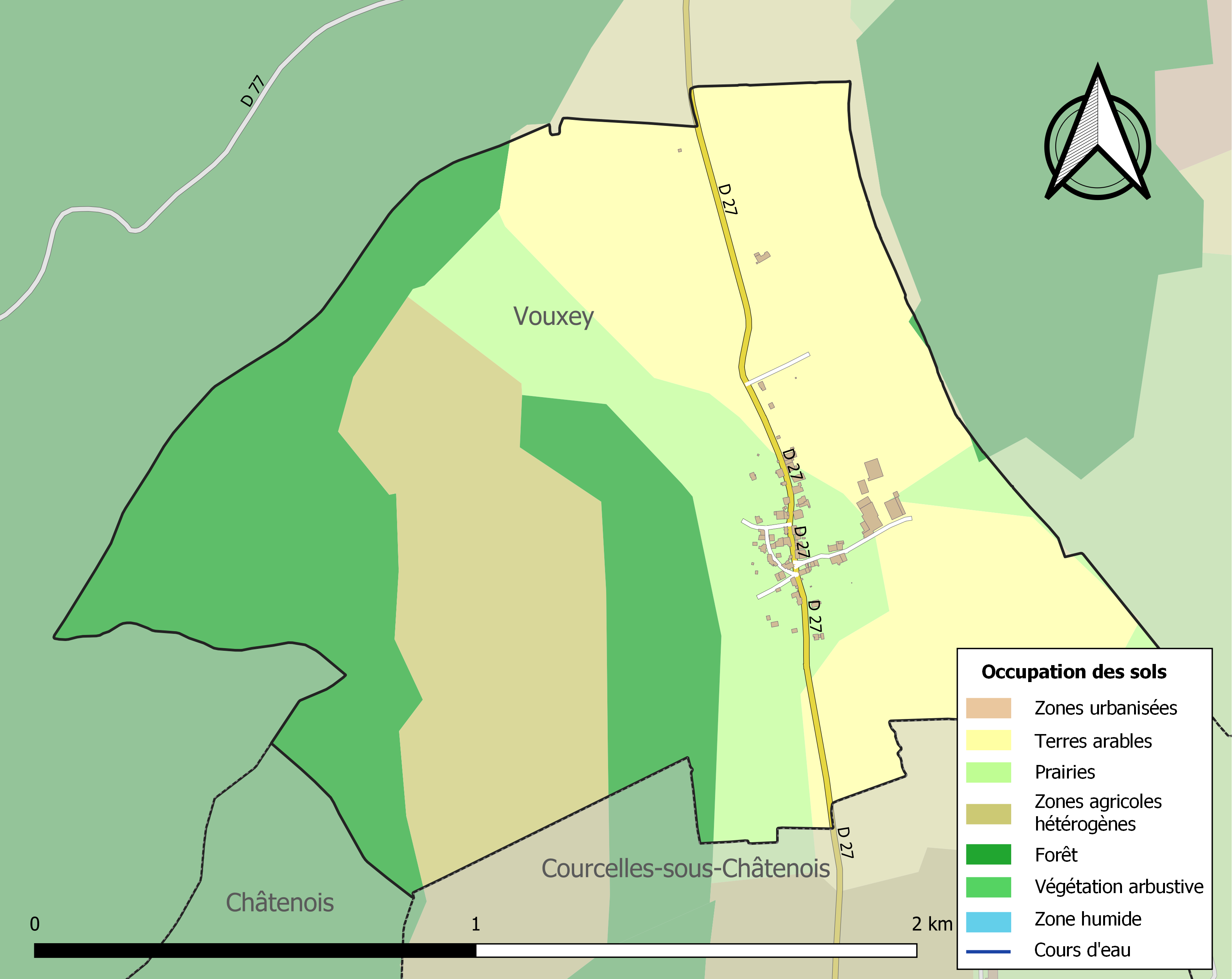
Carte des infrastructures et de l'occupation des sols de la commune en 2018 (CLC).

### Voies de communications et transports

#### Voies routières
- A31 (aussi appelée autoroute de Lorraine-Bourgogne). Échangeurs Châtenois, Bulgnéville, Colombey-les-Belles.

#### Transports en commun
- Fluo Grand Est.

#### Lignes SNCF
- Gare de Contrexéville,
- Gare de Vittel,
- Gare de Neufchâteau,
- Gare d'Hymont - Mattaincourt.

#### Transports aériens
- L'Aéroport d'Épinal-Mirecourt « Vosges Aéroport ».

À partir de l'été 2021, l’aéroport d’Épinal-Mirecourt est devenu le "pélicandrome" de la Zone Est et servira ainsi de base de ravitaillement et d’intervention pour les avions bombardiers d’eau connus sous le nom de Dash 8.

## Toponymie
Le nom de la localité est attesté sous les formes ? Deneiacurte (XIe ou XIIe siècle) ; ? Danencurt (1109) ; ? Daneincurt (1187) ; Doulaincourt (1457) ; Dollaincourt (1475) ; Dolaincourt (1625).

Du celtique dol « courbe de rivière, méandre ».

## Histoire
Dolaincourt a été une seigneurie de la famille de Marches au XVe siècle. Vers 1512, Barbe de Marches a fait entrer Dolaincourt dans le patrimoine des Lavaulx de Gironcourt.
La commune connaît une période de notoriété entre 1875 et 1914 grâce à l'exploitation de la source sulfurée de Sarmery,.

## Politique et administration

### Budget et fiscalité 2023

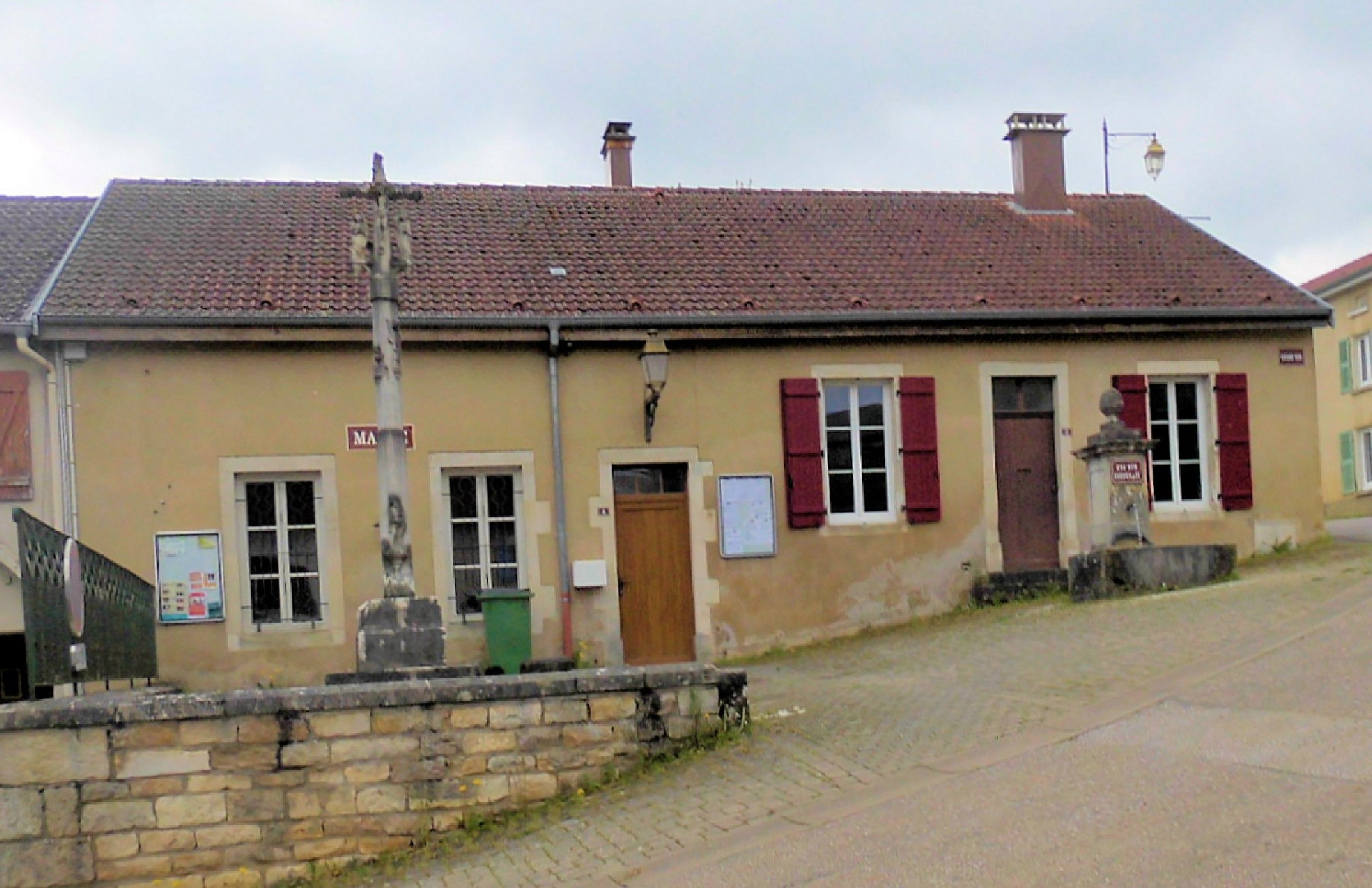
La mairie.

En 2023, le budget de la commune était constitué ainsi :
- total des produits de fonctionnement : 76 000 €, soit 748 € par habitant ;
- total des charges de fonctionnement : 60 000 €, soit 598 € par habitant ;
- total des ressources d'investissement : 49 000 €, soit 488 € par habitant ;
- total des emplois d'investissement : 57 000 €, soit 561 € par habitant ;
- endettement : 67 000 €, soit 668 € par habitant.

Avec les taux de fiscalité suivants :
- taxe d'habitation : 19,10 % ;
- taxe foncière sur les propriétés bâties : 35,90 % ;
- taxe foncière sur les propriétés non bâties : 13,45 % ;
- taxe additionnelle à la taxe foncière sur les propriétés non bâties : 0,00 % ;
- cotisation foncière des entreprises : 0,00 %.

Chiffres clés Revenus et pauvreté des ménages en 2021 : médiane en 2021 du revenu disponible, par unité de consommation.

### Liste des maires
| Période                                  | Période       | Identité              | Étiquette | Qualité                    |
| ---------------------------------------- | ------------- | --------------------- | --------- | -------------------------- |
| Les données manquantes sont à compléter. |               |                       |           |                            |
| 1900                                     | 1904          | Julien Rolin          |           |                            |
| mai 1904                                 | mai 1908      | Jules Zéphirin Durand |           | Entrepreneur de maçonnerie |
| mai 1908                                 | mai 1909      | Julien Rolin          |           |                            |
| mai 1909                                 | mai 1912      | Alfred Lombard        |           |                            |
| mai 1912                                 | décembre 1919 | Edmond Durand         |           | Maçon                      |
| décembre 1919                            | mai 1935      | Henry Barrat          |           |                            |
| mai 1935                                 | mars 1977     | Raymond Simonet       |           |                            |
| mars 1977                                | mars 1989     | Maurice Drouot        |           |                            |
| mars 1989                                | mars 2014     | François Perrot       |           | Enseignant                 |
| mars 2014                                | En cours      | Élisabeth Chané       |           | Enseignante                |

## Population et société

### Démographie

#### Évolution démographique
L'évolution du nombre d'habitants est connue à travers les recensements de la population effectués dans la commune depuis 1793. Pour les communes de moins de 10 000 habitants, une enquête de recensement portant sur toute la population est réalisée tous les cinq ans, les populations de référence des années intermédiaires étant quant à elles estimées par interpolation ou extrapolation. Pour la commune, le premier recensement exhaustif entrant dans le cadre du nouveau dispositif a été réalisé en 2007.

En 2022, la commune comptait 90 habitants, en évolution de −6,25 % par rapport à 2016 (Vosges : −2,96 %, France hors Mayotte : +2,11 %).
| 1793 | 1800 | 1806 | 1821 | 1831 | 1836 | 1841 | 1846 | 1856 |
| ---- | ---- | ---- | ---- | ---- | ---- | ---- | ---- | ---- |
| 178  | 154  | 150  | 157  | 194  | 205  | 198  | 199  | 182  |

| 1861 | 1866 | 1876 | 1881 | 1886 | 1891 | 1896 | 1901 | 1906 |
| ---- | ---- | ---- | ---- | ---- | ---- | ---- | ---- | ---- |
| 181  | 178  | 169  | 154  | 144  | 145  | 142  | 131  | 136  |

| 1911 | 1921 | 1926 | 1931 | 1936 | 1946 | 1954 | 1962 | 1968 |
| ---- | ---- | ---- | ---- | ---- | ---- | ---- | ---- | ---- |
| 129  | 102  | 95   | 81   | 71   | 68   | 79   | 94   | 104  |

| 1975 | 1982 | 1990 | 1999 | 2006 | 2007 | 2012 | 2017 | 2022 |
| ---- | ---- | ---- | ---- | ---- | ---- | ---- | ---- | ---- |
| 76   | 61   | 74   | 68   | 83   | 85   | 85   | 99   | 90   |

### Enseignement
Établissements d'enseignements :
- Écoles maternelles et primaires à Rouvres-la-Chétive, Châtenois, Rainville, La Neuveville-sous-Châtenois, Landaville.
- Collèges à Châtenois, Neufchâteau, Mandres-sur-Vair, Liffol-le-Grand.
- Lycées à Neufchâteau, Mandres-sur-Vair, Contrexéville.

### Santé
Professionnels et établissements de santé :
- Médecins à Châtenois, Gironcourt-sur-Vraine, Neufchâteau, Vicherey, Bulgnéville.
- Pharmacies à Châtenois, Gironcourt-sur-Vraine, Neufchâteau, Vicherey, Bulgnéville.
- Hôpitaux à Neufchâteau, Vittel, Mirecourt, Mattaincourt, Lamarche, Ville-sur-Illon.

### Cultes
- Culte catholique, Paroisse Saint-Jean-Baptiste-au-Pays-de-Châtenois[32], Diocèse de Saint-Dié.

### Manifestations culturelles et festivités
- Le ruisseau de la Sermone se voit attribuer tous les ans une fête durant une journée par les habitants de Dolaincourt, Courcelles-sous-Châtenois et Vouxey.

## Économie

### Entreprises et commerces

#### Commerces
- Commerces et services de proximité[33].

## Culture locale et patrimoine

### Lieux et monuments
- Ancienne chapelle bâtie au XVIe siècle (1530), l'église Saint-Genest, de taille modeste mais de forme élégante et élancée, est inscrite au titre des monuments historiques par arrêté du 30 octobre 1989. Sa toiture et son campanile datent de 1717[34].

Patrimoine mobilier :
* Plaque commémorative
* Autel, retable, lambris de revêtement, style Louis XV
* Devant d'autel style Louis XV : le Martyre de saint Genest
* Statue Saint Quirin.
- Monument aux morts[40],[41]  et carré militaire[42].
- Borne du serment de la Koufra[43].
- La croix-calvaire de l'église datant du XVIe siècle située devant l'église et classée monument historique par arrêté du 14 juin 1909[44],[45].
- la croix Foront[46] ou la croix dite du cimetière en pierre du XVIe siècle, située près de la mairie et classée par arrêté du 14 juin 1909[47]. On trouvera une description détaillée de ces deux croix dans un article de l'abbé Chapelier[48].

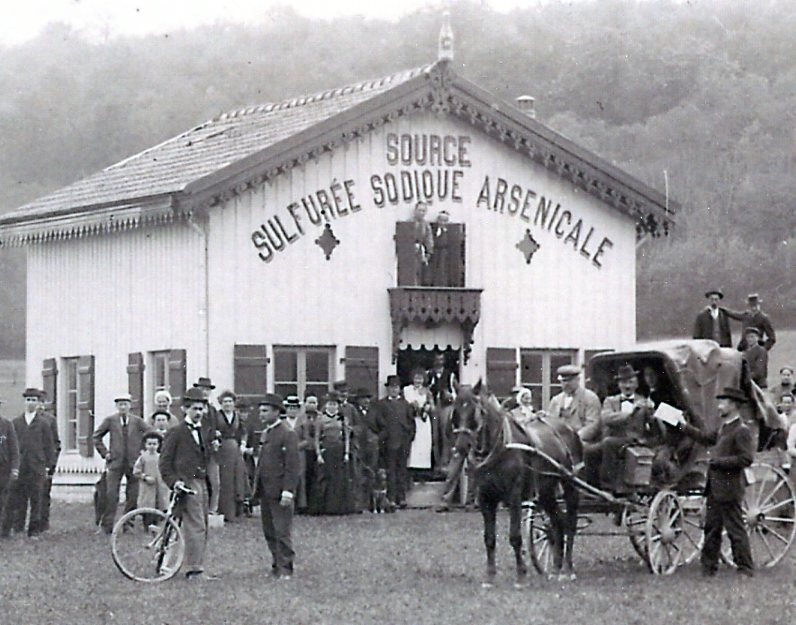
Fête de la Source en juillet 1900.

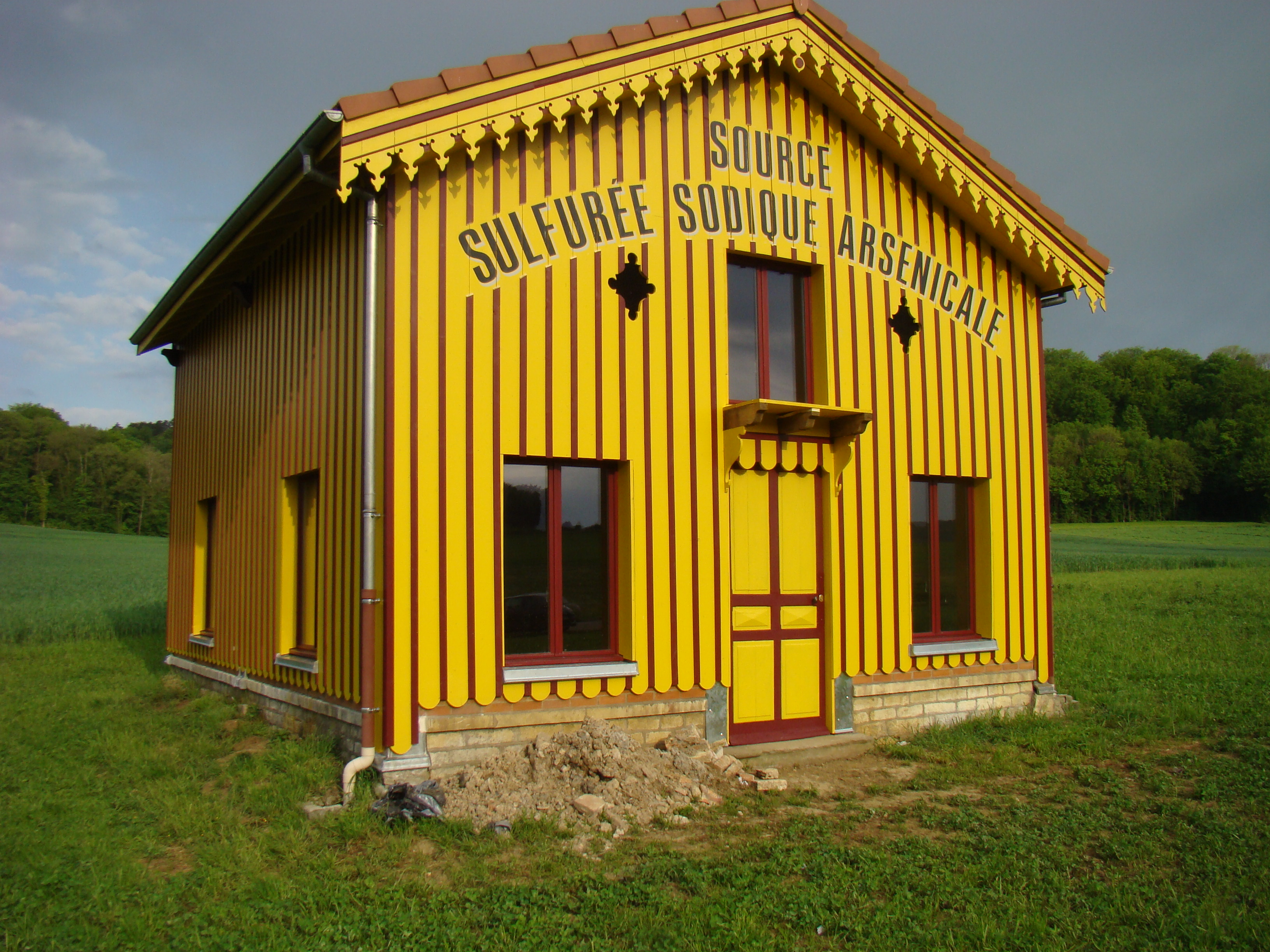
Chalet restauré en 2012.

- La source de  Sarmery[49],[50] : Dolaincourt possède la seule source thermale sulfurée du Nord de la France. Elle a son origine dans un accident géologique : une double ligne de failles, qui a provoqué un effondrement de 60 m des couches géologiques, se situe à une centaine de mètres de la source. Captée à neuf mètres de profondeur, l'eau jaillit avec une température de 9,5 °C et contient à la fois du sulfure de sodium, des bicarbonates de soude, de chaux et de magnésium, du sulfate de soude, du chlorure de sodium, du fer et de l'arsenic. Son taux de saturation en sulfure de sodium, 0,057 g/L, n'est dépassé que par les seules sources de Challes (0,295 g/L) et de Marlioz (0,067 g/L). Découverte en 1849 par Auguste Voirin[51], captée en 1869, la source reçoit l'autorisation ministérielle d'exploitation le 5 mars 1875. En 1881, on construit le chalet qui sert de buvette et d'embouteillage.
  - L'exploitation consiste essentiellement à mettre l'eau en bouteilles de 25 et 50 cl et à l'expédier vers les pharmacies de la région et des grandes villes. La production ne dépasse pas les 3000 bouteilles par an. L'eau de Dolaincourt soigne avec succès pharyngites, laryngites, bronchites, ainsi que toutes les affections de la peau. 1900 voit l'apogée du thermalisme à Dolaincourt : Charles Didot crée le Comité des Promenades, la gare de Châtenois devient gare de Châtenois-Dolaincourt. L'exploitation s'arrête en 1914. En 1935, on restaure le chalet qui sera mis à sac par les troupes allemandes en 1940. Une association, « Les Amis de Sarmery », est créée en 2009 pour sauver le chalet qui est restauré en 2012.
- Patrimoine rural recensé par le service régional de l'Inventaire général du patrimoine culturel[52].

### Personnalités liées à la ville
- Auguste Voirin était maréchal-expert (c.à-d. vétérinaire empirique), il deviendra maire de Leurville (Haute-Marne) de 1878 à 1905.

### Héraldique, logotype et devise
| Blason | Blasonnement : D'azur à une croix d'argent, cantonnée de quatre rocs d'échiquier d'or Commentaires : Les armoiries de la commune ont été officialisées par une délibération du conseil municipal en date du 6 décembre 2012 : le blason est celui de la famille de Marches qui possédait Dolaincourt au XVe siècle. |

## Pour approfondir